# Aluminit
Aluminitul este un mineral extrem de rar, aparținând clasei sulfaților, având o duritate de 1-2 pe scara Mohs. El are culorile: alb, gri sau galben. Cristalizează în sistemul moonoclinic, formula sa chimică fiind: Al2(SO4)(OH)47H2O.

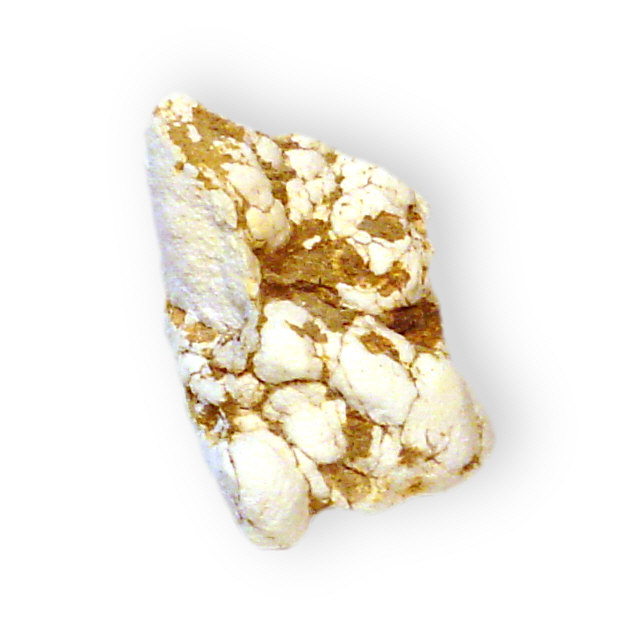
Aluminit

## Istorie și etimologie
A fost descris pentru prima dată în 1730 de Johann Jakob Lerche, fiind analizat în continuare de către Abraham Gottlob Werner în 1780, Frischmann în 1781 și 1802 și, în cele din urmă, Simon Buchholz în 1806. Mineralul a fost numit în 1802, din cauza conținutului mare de aluminiu, reprezentând cca. 15,68% din masa sa.

## Răspândire
Aluminitul se găsește în: SUA, Canada, Chile, Regatul Unit, Italia, Germania, Slovacia, Ungaria și Japonia.